# 大林镇 (成都市)
大林镇，是中华人民共和国四川省成都市双流区曾经下辖的一个镇。2019年12月，撤销籍田镇、大林镇，设立籍田街道。

## 行政区划
大林镇撤销前下辖以下地区：
大林场社区、合力村、长丰村、槐花村、石庙村、黄堰村、向山村、大林村、巫通寺村、小堰沟村、斗匠湾村和五台村。